# آژانس بین‌المللی انرژی اتمی
در اروپا:
- وین – دفتر مرکزی
- ژنو – دفتر ارتباطات
- موناکو – آزمایشگاه/مرکز تحقیقات
- سایبرسدورف – آزمایشگاه/مرکز تحقیقات
- تریسته – آزمایشگاه/مرکز تحقیقات

در آمریکای شمالی:
- نیویورک – دفتر ارتباطات
- تورنتو – دفتر حفاظت منطقه‌ای

در آسیا:
- توکیو – دفتر حفاظت منطقه‌ای

آژانس بین‌المللی انرژی اتمی (IAEA) یک سازمان بین‌المللی است که در سال ۱۹۵۷ برای ترویج استفاده صلح‌آمیز، و جلوگیری از استفاده نظامی، از انرژی هسته‌ای تأسیس شد. این آژانس به عنوان یک نهاد مستقل و خودمختار تأسیس شده و جزئی از سازمان ملل یا سازمان دیگری نیست با این حال در اساسنامه خود اعلام کرده که گزارش‌های خود را به مجمع عمومی و شورای امنیت ملل متحد به‌طور مرتب ارائه می‌دهد. مقر این سازمان در شهر وین اتریش است و تاکنون ۱۷۵ کشور به عضویت این سازمان درآمده‌اند.
در هفتم اکتبر ۲۰۰۵ آژانس بین‌المللی انرژی اتمی و مدیر اجرایی آن محمد البرادعی، مشترکاً جایزه صلح نوبل را به دست آوردند. در اول دسامبر ۲۰۰۹ یوکیا آمانو جایگزین البرادعی شد وی تا ۲۲ ژوئیه ۲۰۱۹ که خبر درگذشت او اعلام شد مدیر اجرایی آژانس بین‌المللی انرژی اتمی بود
پیشنهاد تأسیس این سازمان را دوایت آیزنهاور رئیس‌جمهور آمریکا در سخنرانی خود در مجمع عمومی سازمان ملل متحد (که به سخنرانی اتم برای صلح معروف شد) در سال ۱۹۵۳ مطرح کرد.

## اعضا

اعضای آژانس سبز: اعضا قرمز: غیرعضو نارنجی: عضو سابق

## شورای حکام
شورای حکام از ۳۵ کشور عضو تشکیل شده است. مطابق ماده ۶ اساسنامه آژانس، ۱۰ عضو شورا باید حتماً از بین کشورهای پیشرفته و صاحب تکنولوژی‌های هسته‌ای و ۷ عضو دیگر از بین کشورهای اروپایی انتخاب شوند. برای خاورمیانه و آسیای جنوبی ۲ نماینده در نظر گرفته شده است؛ که امکان افزایش این تعداد وجود دارد.

## فهرست مدیران کل (۱۹۵۷–اکنون)
| نام                       | ملیت                | دورهٔ تصدی                      |
| ------------------------- | ------------------- | ------------------------------ |
| دبلیو استرلینگ کول        | ایالات متحده آمریکا | ۱ دسامبر ۱۹۵۷ – ۳۰ نوامبر ۱۹۶۱ |
| سیگوارد اکلوند            | سوئد                | ۱ دسامبر ۱۹۶۱ – ۳۰ نوامبر ۱۹۸۱ |
| هانس بلیکس                | سوئد                | ۱ دسامبر ۱۹۸۱ – ۳۰ نوامبر ۱۹۹۷ |
| محمد البرادعی             | مصر                 | ۱ دسامبر ۱۹۹۷ – ۳۰ نوامبر ۲۰۰۹ |
| یوکیا آمانو               | ژاپن                | ۱ دسامبر ۲۰۰۹ – ۲۲ ژوئیهٔ ۲۰۱۹  |
| مری آلیس هیوارد (سرپرست)  | ایالات متحده آمریکا | ۲۳ – ۲۵ ژوئیه ۲۰۱۹             |
| کورنل فروتسا (ریاست موقت) | رومانی              | ۲۵ ژوئیهٔ ۲۰۱۹ – ۳۰ اکتبر ۲۰۱۹  |
| رافائل گروسی              | آرژانتین            | ۳۰ اکتبر ۲۰۱۹ – اکنون          |